# Ilia Vekua
Ilia Vekua (gruzínsky: ილია ვეკუა; 23. dubna 1907 Šašalat, Ruské impérium – 2. prosince 1977 Tbilisi, Gruzínská SSR) byl gruzínský matematik. Zaobíral se zejména parciálními diferenciálními rovnicemi, integrálními rovnicemi, analytickými funkcemi a mechanikou tuhého tělesa.
V roce 1930 vystudoval fyziku a matematiku na Tbiliské univerzitě. Postgraduální vzdělání získal na Leningradské univerzitě a poté, roku 1933, se vrátil na svou alma mater a zde vědecky pracoval a učil. Roku 1940 zde byl jmenován profesorem, v letech 1940 až 1944 byl děkanem matematické fakulty, v letech 1947 až 1951 děkanem fakulty pokročilé matematiky. V roce 1948 vydal svou zásadní monografii Nové metody řešení eliptických rovnic. V letech 1954–1959 byl ředitelem Stěklovova matematického ústavu v Moskvě, v letech 1951-1959 učil na Lomonosovově univerzitě, kde byl jmenován profesorem, v letech 1959–1964 byl prvním rektorem Novosibirské univerzity, roku 1953 a v letech 1966–1972 rektorem Tbiliské univerzity. V letech 1972–1977 byl prezidentem Gruzínské akademie věd. Založil Ústav fyziky a techniky ve Tbilisi a byl jeho prvním ředitelem. Dnes nese jeho jméno.